# Kolizja ustaw
Kolizja ustaw zachodzi, gdy ta sama sytuacja prawna podlega regulacji kilku różnych norm prawnych, które nie mogą być równocześnie zastosowane z uwagi na występujące między nimi sprzeczności. W celu rozwiązania tego konfliktu tworzone są specjalne normy (metanormy) zawierające zasady przyznawania poszczególnym normom preferencji przed innymi. Metanormy decydują, które normy pozostające ze sobą w konflikcie obowiązują.
Wyróżnia się następujące postaci kolizji ustaw:

## Konflikt norm w czasie
Konflikt intertemporalny ma miejsce najczęściej w przypadku stanów faktycznych rozciągniętych w czasie, gdy nowa ustawa zmienia albo uchyla ustawę obowiązującą poprzednio.
Konflikty czasowe rozwiązywane są przez przepisy międzyczasowe, które powinny być, zgodnie z zasadami techniki prawodawczej, zamieszczone w rozdziale "Przepisy przejściowe" nowej ustawy.

## Konflikt norm w przestrzeni
Ten rodzaj kolizji zachodzi, gdy w skład stanu faktycznego wchodzi element obcy, związany z innym zagranicznym porządkiem prawnym i powstaje wątpliwość, którego państwa prawo stosować. 
Przykłady stanów faktycznych:
- sprzedaż pomiędzy obywatelami polskimi nieruchomości położonej w Niemczech,
- śmierć cudzoziemca w Polsce,
- małżeństwo cudzoziemca i obywatela polskiego,

Konflikty przestrzenne są rozwiązywane przez normy prawa prywatnego międzynarodowego

## Zbieg norm
Zbieg norm pojawia się, gdy sprzeczne normy prawne dotyczą tego samego terytorium i funkcjonują w tym samym czasie. W tym zakresie stosuje się regułę kolizyjną lex specialis derogat legi generali, która oznacza, że pierwszeństwo w zastosowaniu znajduje ustawa zawierająca bardziej szczegółowe postanowienia.
 Zapoznaj się z zastrzeżeniami dotyczącymi pojęć prawnych w Wikipedii.